# Francisco da Herrera (de oude)

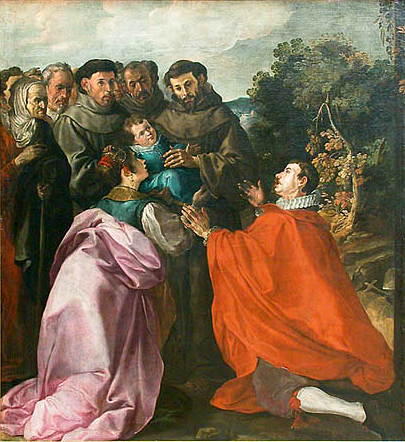
La curación de San Buenaventura niño por San Francisco (1628)

Francisco da Herrera (de oude) (Sevilla 1598 – Madrid 1654) was een Spaans kunstschilder die stond op de scheidslijn tussen het Maniërisme en de Barok.
De vroege werken van Herrera doen nog denken aan het Italiaans Maniërisme, maar naarmate de jaren 30 van de 17de eeuw vorderden wordt zijn stijl meer naturalistisch. De chiaroscuro en zijn losse toets in zijn latere werk openden deuren voor de volgende generatie Sevilliaanse schilders. In de jaren 40 ontwikkeld hij een zachtere, emotionelere toon in zijn werk. Hij gaat vanaf 1650 in Madrid wonen, hij is dan niet meer actief als schilder.
Zijn zoon, Francisco da Herrera (de jonge) was eveneens schilder. Hij zou voor zijn temperamentvolle vader naar Italië zijn gevlucht.
- Biblioteca Nacional de España: XX1163933
- Gemeinsame Normdatei: 131589350
- International Standard Name Identifier: 0000 0000 8092 9776
- KulturNav: d8ef4bed-d6c7-4752-b18c-b39c51ffe71b
- Library of Congress Control Number: n79093783
- Nationale Bibliotheek van Israël: 987007439102205171
- Nationale Bibliotheek van Polen: a0000003414869
- RKD-Nederlands Instituut voor Kunstgeschiedenis: 37897
- Système universitaire de documentation: 109149378
- Union List of Artist Names: 500011068
- Virtual International Authority File: 13445979
- WorldCat: E39PBJrm6KFjYJ46YD3DMhVpyd